# كوري إنغن
كوري إنغن (بالنرويجية البوكمول: Corey Engen؛ بالإنجليزية: Corey Engen) هو متزحلق نوردي مزدوج أمريكي ونرويجي، ولد في 30 مارس 1916 في Mjøndalen ‏ في النرويج، وتوفي في 9 مايو 2006 في أوريم في الولايات المتحدة بسبب ذات الرئة.

## وصلات خارجية
- كوري إنغن على موقع أوليمبيديا (الإنجليزية)